# Таянди (Єманжелинський район)
Таянди (рос. Таянды) — селище залізничної станції у Єманжелинському районі Челябінської області Російської Федерації.
Входить до складу муніципального утворення Єманжелинське міське поселення. Населення становить 108 осіб (2010).

## Історія
Від 1931 року належить до Єманжелинського району Челябінської області.
Згідно із законом від 28 жовтня 2004 року органом місцевого самоврядування є Єманжелинське міське поселення.

## Населення
| 2002 | 2010 |
| ---- | ---- |
| 139  | ↘108 |